# Escola Superior Madre Celeste
A Escola Superior Madre Celeste (ESMAC) é uma instituição privada de ensino superior, com sede na cidade de Ananindeua. A instituição oferece 13 cursos de graduação.
A ESMAC possui um time de futebol feminino que disputa o Campeonato Brasileiro Série A2.

## Histórico
A ESMAC foi criada através da Portaria do MEC n.° 2928, de 14 de dezembro de 2001.

## Cursos
Os cursos oferecidos pela ESMAC são:
- Licenciatura em Educação Física
- Licenciatura em História
- Licenciatura em Letras (Português x Inglês)
- Licenciatura em Letras (Português x Espanhol)
- Licenciatura em Matemática
- Bacharelado em Administração
- Bacharelado em Biomedicina
- Bacharelado em Ciências Contábeis
- Bacharelado em Direito
- Bacharelado em Enfermagem
- bacharelado em Farmácia
- Bacharelado em História
- Bacharelado em Pedagogia
- Bacharelado em Nutrição
- Tecnólogo em Gastronomia